# Великозименівська сільська рада
Великозименівська сільська́ ра́да — колишня адміністративно-територіальна одиниця та орган місцевого самоврядування в Великомихайлівському районі Одеської області. Адміністративний центр — село Великозименове.
Припинила існування 10 листопада 2017 року через об'єднання в Знам'янську сільську територіальну громаду Одеської області. Натомість утворено Великозименівський старостинський округ Знам'янської сільської ради. 

## Загальні відомості
Великозименівська сільська рада утворена в 1961 році.
- Територія ради: 5,5 км²
- Населення ради: 388 осіб (станом на 2001 рік)

## Населені пункти
Сільській раді були підпорядковані населені пункти:
- с. Великозименове
- с. Марціянове

## Населення
За переписом населення 2001 року в сільській раді мешкало 386 осіб.

### Мова
Розподіл населення за рідною мовою за даними перепису 2001 року:
| Мова       | Відсоток |
| ---------- | -------- |
| українська | 92,53 %  |
| молдовська | 6,19 %   |
| російська  | 1,03 %   |

## Склад ради
Рада складалася з 12 депутатів та голови.
- Голова ради:
- Секретар ради: Чумак Олександр Михайлович

### Керівний склад попередніх скликань
| Прізвище, ім'я, по батькові   | Основні відомості                                                         | Дата обрання | Дата звільнення |
| ----------------------------- | ------------------------------------------------------------------------- | ------------ | --------------- |
| Шалай Володимир Володимирович | Сільський голова, 1958 року народження, освіта вища, член Народної партії | 26.03.2006   | 31.10.2010      |
| Шалай Володимир Володимирович | Сільський голова, 1958 року народження, освіта вища, член Партії регіонів | 31.10.2010   | 29.05.2014      |

Примітка: таблиця складена за даними сайту Верховної Ради України

### Депутати
За результатами місцевих виборів 2010 року депутатами ради стали:

#### За суб'єктами висування
| Суб'єкт висування | Кількість обраних депутатів | %    |
| ----------------- | --------------------------- | ---- |
| Партія регіонів   | 10                          | 83,3 |
| Народна партія    | 2                           | 16,7 |

#### За округами
| № округу        | Прізвище, ім'я, по батькові    | Дата визнання обраним | Освіта             | Партійна приналежність | Відомості про обраного депутата                             |
| --------------- | ------------------------------ | --------------------- | ------------------ | ---------------------- | ----------------------------------------------------------- |
| Народна Партія  |                                |                       |                    |                        |                                                             |
| 1               | Вінник Дем'ян Васильович       | 04.11.2010            | середня            | член Народної партії   | агрофірма «Владівське подвір'я», комбайнер                  |
| 5               | Чернявська Тіна Володимирівна  | 04.11.2010            | середня спеціальна | член Народної партії   | тимчасово не працює                                         |
| Партія регіонів |                                |                       |                    |                        |                                                             |
| 2               | Чумак Олександр Михайлович     | 04.11.2010            | вища               | член Партії регіонів   | Великозименівська сільська рада, секретар                   |
| 3               | Гозун Андрій Павлович          | 04.11.2010            | середня            | член Партії регіонів   | тимчасово не працює                                         |
| 4               | Дорофеєв Олег Володимирович    | 04.11.2010            | вища               | член Партії регіонів   | Червонознам'янська автозаправна станція, оператор           |
| 6               | Рисич Світлана Миколаївна      | 04.11.2010            | вища               | член Партії регіонів   | Великозименівська загальноосвітня школа І-ІІ ст., вчитель   |
| 7               | Головайчук Олена Володимирівна | 04.11.2010            | вища               | член Партії регіонів   | тимчасово не працює                                         |
| 8               | Романовська Любов Іванівна     | 04.11.2010            | середня            | член Партії регіонів   | Чапаєвське відділення зв'язку, поштар                       |
| 9               | Дорофеєва Ірина Миколаївна     | 04.11.2010            | середня спеціальна | позапартійна           | Великозименівський фельдшерсько-акушерський пункт, фельдшер |
| 10              | Дорофеєв Сергій Володимирович  | 04.11.2010            | вища               | член Партії регіонів   | Великозименівська загальноосвітня школа І-ІІІ ст., директор |
| 11              | Бондар Віталій Михайлович      | 04.11.2010            | середня            | член Партії регіонів   | пенсіонер                                                   |
| 12              | Березнюк Сергій Тимофійович    | 04.11.2010            | середня            | член Партії регіонів   | тимчасово не працює                                         |